# Colonizzazione italiana delle Americhe
L'espressione colonizzazione italiana delle Americhe può assumere diversi significati.

## Caratteri generali

Ritratto virile di Sebastiano del Piombo (1519), generalmente ritenuto un ritratto postumo di Cristoforo Colombo.

All'epoca della scoperta europea delle Americhe (1492), gli albori dell'età moderna, l'Italia era politicamente divisa in vari Stati. Questa frammentazione - contrapposta alla creazione dei primi Stati unitari moderni in altre nazioni dell'Europa occidentale, ovvero Spagna, Francia e Inghilterra - unita peraltro alla posizione geografica della penisola, sfavorevole rispetto ai tre Stati precedenti affacciati sull'Oceano Atlantico, fece sì che non si possa parlare di una colonizzazione italiana delle Americhe in senso stretto, con la creazione di colonie quali entità d'oltremare politicamente sottoposte alla madrepatria, come appunto per gli imperi coloniali spagnolo, francese e inglese.

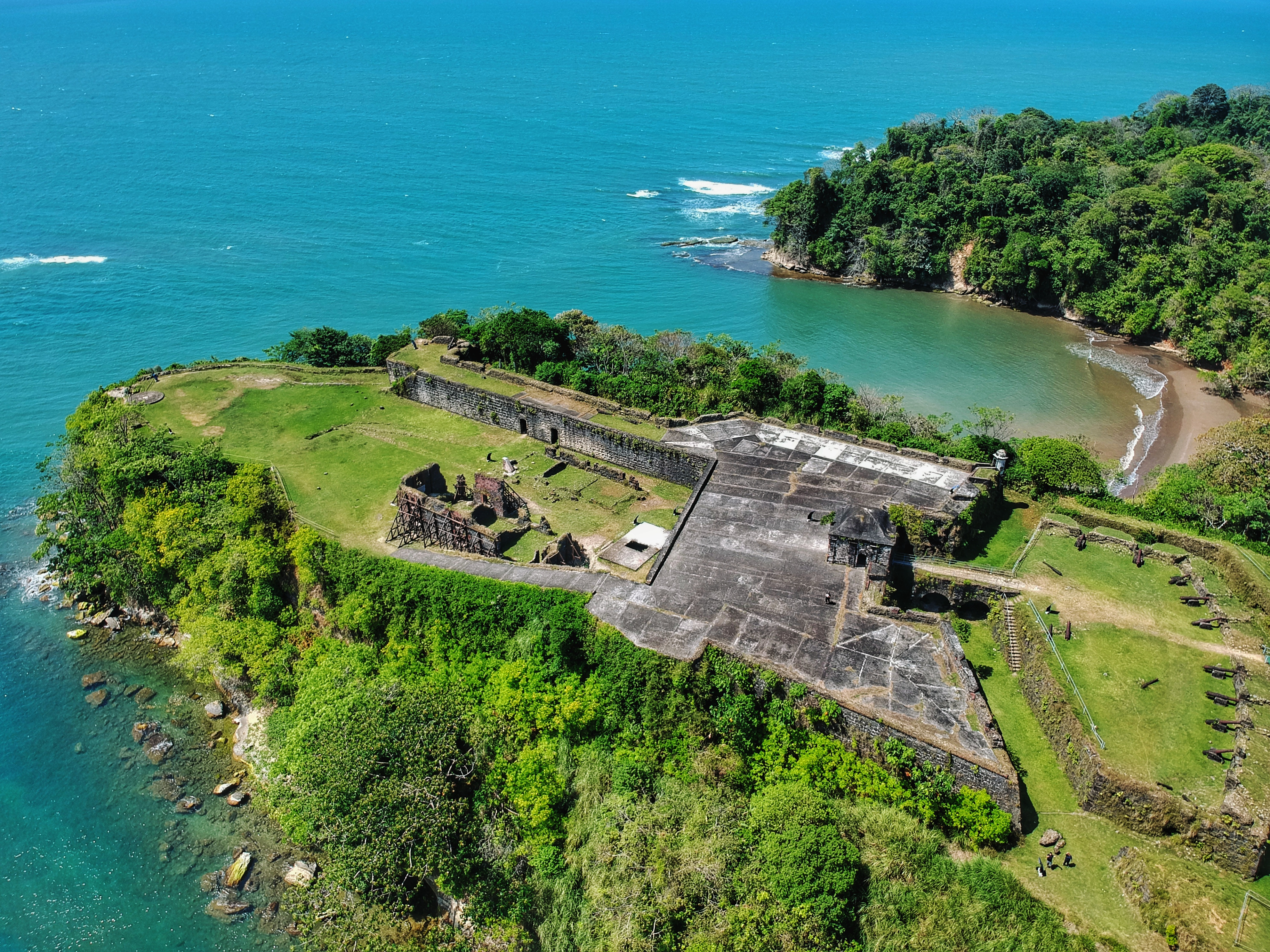
Forte San Lorenzo a Panama, progettato da Battista Antonelli.

Nondimeno si può considerare in un'accezione più ampia il termine "colonizzazione": molti tra i navigatori coinvolti nella prima fase dell'esplorazione europea delle Americhe furono italiani: da Cristoforo Colombo, artefice della scoperta del 1492 al servizio della Spagna; ad Amerigo Vespucci, a servizio spagnolo e poi portoghese, dai cui rapporti derivò il nome stesso dato al "Nuovo Mondo"; a Giovanni Caboto, a servizio inglese, che sbarcò sull'isola di Terranova; fino a Giovanni da Verrazzano, a servizio francese, che esplorò la baia di New York. Gli italiani furono attivi anche come cartografi, banchieri e ingegneri militari.
Ancora, se si intende come "colonizzazione" semplicemente l'insediamento di una qualsiasi popolazione umana in un nuovo territorio, numerosi italiani si sono stabiliti nelle Americhe dagli inizi del XVI secolo ad oggi.

## Spedizione Thornton
L'unico tentativo concreto da parte di uno degli Stati italiani di creare una vera e propria colonia nelle Americhe fu la cosiddetta spedizione Thornton del Granducato di Toscana.
Promossa da Ferdinando I de' Medici e guidata dal capitano inglese Robert Thornton, la spedizione salpò nel 1608 alla volta della Guiana, la vasta regione costiera in Sud America tra le foci dell'Orinoco e del Rio delle Amazzoni, con l'obiettivo di esplorare l'area ed eventualmente stabilirvi un insediamento. La spedizione raggiunse le Americhe nel 1609 e fece ritorno nello stesso anno, portando con sé informazioni, alcuni indigeni e delle merci.
Ferdinando però era morto agli inizi del 1609 e ciò segnò irrevocabilmente la sorte del progetto, dato che il suo successore Cosimo II non era altrettanto interessato. Nell'estate del 1609 Thornton era infatti pronto a fare ritorno in Brasile con un centinaio di coloni provenienti da Livorno e Lucca, ma alla fine tale intenzione non ebbe alcun seguito.